# Hans Matthiae
Hans Matthiae (født 24. marts 1890 i Bernburg, ukendt dødstidspunkt) var en tysk roer.
Matthiae roede for Berliner Ruderverein von 1876, og han vandt det tyske mesterskab i otteren samt i firer uden styrmand for klubben i 1911. Han deltog i klubbens otter ved OL 1912 i Stockholm, og Ruderverein-roerne vandt først deres indledende heat mod en ungarsk båd. I kvartfinalen mødte de en anden tysk båd fra Berliner Ruderclub Sport-Borussia, og Ruderverein-båden gik sejrrig ud af dette møde. I semifinalen mødte tyskerne en britisk båd fra Leander Club, som vandt heatet. Leander vandt også finalen mod en anden britisk båd fra New College, Oxford, som var kommet i finalen uden kamp, hvilket betød, at Matthiae og hans båd blev nummer tre. De otte øvrige medlemmer af Ruderverein-båden var Max Vetter, Willi Bartholomae, Fritz Bartholomae, Werner Dehn, Max Bröske, Rudolf Reichelt, Otto Liebing og styrmand Kurt Runge.
Matthiae vandt desuden det tyske mesterskaber med Ruderverein-otteren i 1912, mens båden blev nummer tre i 1913. I 1912 blev han desuden toer ved de tyske mesterskaber i toer uden styrmand.

## OL-medaljer
- 1912:  Bronze i otter